# Бадняк

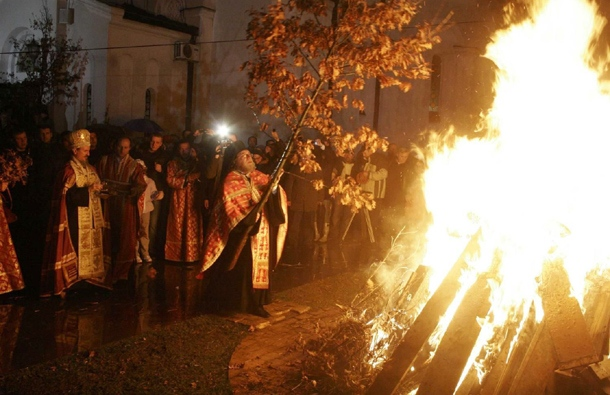
Сожжение бадняка на костре у храма Святого Саввы в Белграде

Бадняк (сербохорв. Бадњак / Badnjak, серб. Весељак / Veseljak, макед. Бадник,  болг. Бъдник) — у южных славян полено, сжигаемое в Сочельник на очаге, и название соответствующего обряда. По названию обряда сербы, хорваты и болгары называют Сочельник — Бадни день или Бадни вечер (серб. Бадњи дан / Badnji dan, Бадње вече / Badnje veče; хорв. Badnja večer; болг. Бъдни вечер).
Обряд распространён в Сербии, Черногории, Боснии и Герцеговине, в западной, южной и центральной Болгарии, Северной Македонии, Хорватии и отчасти Словении. Первые сведения о Бадняке относятся к XIII веку (Дубровник, Хорватия). Аналогичные традиции существовали у греков и в западном Средиземноморье — во Франции и Испании, а также в Англии (англ. Yule log).

## Происхождение названия
Имя Бадняк этимологически родственно русским словам бдение, будний — поскольку все ритуалы, связанные с ним, проводятся ночью в канун Рождества (корень этих русских слов обозначал прежде канун праздника, бодрствование).
По мнению В. Н. Топорова, Бадняк связан с образом Змея у корней Мирового древа, о чём свидетельствует сходство этого слова с именами древнеиндийского змея Ахи Будхнья и греческого Пифона. «Сожжение Бадняка в конце старого года эквивалентно, таким образом, поражению огнём змея, воплощения нижнего мира, вредоносного начала и знаменует начало нового сезонного цикла, гарантирует плодородие и тому подобное». Топоров и поддерживающий его Вяч. Вс. Иванов сопоставляют сжигание Бадняка с ритуалами Нового года в ближневосточных традициях, где присутствовал образ Змея, символизирующего хаос и сжигаемого, что говорит о победе космического порядка. В связи с этим отвергается традиционная трактовка этимологии и самого имени Бадняка, и связывавшегося с ним будний. Происхождения данных слов объясняется через индоевропейский корень *budhn со значением «дно, нижняя часть, корень».
Л. С. Клейн не считает первичным значение «низ», а склоняется к традиционному толкованию — название колоды бадняк произошло от праздничной церемонии бдения.

## Сущность обряда
Как правило, Бадняк вырубается из дуба. Иногда Бадняку придают некоторые антропоморфные черты (например, бороду). Бадняка называют старым богом, он представляется воплощением уходящего, старого года, в противоположность Божичу, молодому богу, соотносимому с новым годом и молодостью.
Согласно традиции, Бадняка торжественно вырубают в лесу, приносят в дом, при этом уважительно обращаясь к нему «Свети бадняче». Пол в доме устилается соломой, а Бадняка поливают вином, мёдом и елеем, посыпают зерном и сжигают под молитву, обращённую к нему. Бадняк в данном случае, при сожжении, представляет собой старый год со всеми его проблемами и несчастьями, который сжигают, освобождая почву для года нового, с его надеждами и новыми начинаниями. Также существовал ритуал выбивания искр из горящего Бадняка, сопровождающийся магической формулой — пожеланием умножения скота по числу искр.
Д. К. Зеленин толкует обряды бадняка «как зимний вариант обрядов майского дерева, то есть восходящего к «тотемизму» обрядового внесения в селение растительного тотема. Обряды бадняка всюду носят узкосемейный характер, чем выдаётся их новизна по сравнению с тем же майским деревом».
А. Б. Страхов высказал предположение, что обряд вырубания и сжигания рождественского полена, известный многим европейским народам, представляет собой инсценировку евангельских строк: Уже и секира при корне дерев лежит: всякое дерево, не приносящее доброго плода, срубают и бросают в огонь (Мф. 3:10).

## Обряд в Болгарии
У болгар канун Рождества называется «Бадни вечер», «Бадни дан». Вот как описывает обряды дня в XIX веке русский фольклорист А. Н. Афанасьев.

Глава семейства, жена его и дети выходят на двор с зажжёнными лучинами в руках, отправляются к месту, отведённому для рубки дров, и выбирают толстое, длинное и сырое дубовое полено. Когда оно будет найдено, домовладыка снимает шапку и с благоговением произносит: «помози, Боже и ти Коледо, да поживеем и до друга година!». Потом, взвалив дубовое полено на плечо, возвращается в избу, кладёт его в печь и разводит огонь; приступая к очагу, он возглашает молитву и обращается к присутствующим со словами: «Христос са роди!» (Христос родился), на что отвечают ему домочадцы — «Истино са роди!» (Воистину родился) — и целуются друг с другом. Это возжжённое накануне Рождества полено называется бдник (бадник); оно должно медленно и постоянно гореть во всё продолжение Святок — до самого Крещения. В некоторых местах Болгарии 24 декабря тушат во всей деревне старый огонь и взамен его вытирают из сухого дерева новый — божий или святой огнец, которым и возжигают домашние очаги. Когда бадняк загорится, домовладыка подымает его и ударяет им несколько раз, приговаривая: «за плод и здраве!» Искры, которые посыплются от первого удара, знаменуют приплод лошадей, искры от второго и третьего ударов — приплод коров и овец, и так далее. На разведённом огне пекут пресный хлеб, с золотой или серебряною монетою внутри, называемый боговица (= серб. чесница); по полу разбрасывают солому, грецкие орехи и пшеницу; к ужину приготовляют вино, мёд и разные плоды: яблоки, сливы, сухие персики, изюм, виноград, стручки и орехи. Как скоро стол будет накрыт и уставлен яствами и напитками, глава семейства берёт кадильницу, читает молитву и кадит по избе ладаном; после того садятся за ужин, но съедают не всё, а часть меда и фруктов откладывают в особую миску, ставят под образа и сберегают на случай болезней, как самое надёжное лекарство. Набожные люди, верные заветам старины, стараются не спать на Рождественскую ночь; сидя возле очага, они заботливо наблюдают, чтобы как-нибудь не погасло священное пламя. Пепел, остающийся от бадняка, частию употребляют на лечение домашней скотины, а частию рассыпают по нивам, пастбищам и виноградникам — с твёрдым убеждением, что это способствует хорошему урожаю; ту часть бадняка, которая не успевает сгореть ко дню Крещения, зарывают в землю — посреди виноградника или хранят в дому до следующего Рождественского сочельника и тогда разводят ею «новый огонь».